# Skibby
Skibby è un centro abitato danese situato nella regione di Hovedstaden e appartenente al comune di Frederikssund.
Fino al 1º gennaio 2007 è stato capoluogo dell'omonimo comune, con l'entrata in vigore della riforma amministrativa, il comune è stato soppresso e accorpato, insieme ai precedenti comuni di Slangerup e Jægerspris, al comune di Frederikssund.